# Keith Langseth
Pour les articles homonymes, voir Langseth.
Keith Langseth, né le 20 janvier 1938, est un membre du Minnesota Democratic-Farmer-Labor Party représentant le District 9 au Sénat du Minnesota depuis 1981. Avant son élection au sénat, il est membre de la Chambre des représentants du Minnesota du District 9B de 1975 à 1979. Son district comprend des parties des comtés de Becker, Clay, Otter Tail, Traverse et Wilkin.

## Vie privée
Langseth grandit à Glyndon, où il réside toujours. Il est diplômé en 1956 de Glyndon High School et commence à travailler comme un producteur laitier. Il continue l'agriculture tout au long de son mandat. Avec son épouse, Lorraine, ils ont trois enfants.

## Carrière politique
Langseth s'implique d'abord dans le DFL en raison de son opposition à la guerre du Viêt Nam. Il est choisi par le Parti DFL local pour être le candidat à la Chambre des représentants en 1974, il est ensuite choisi pour le Sénat en 1980. Il fait campagne contre le candidat sortant dans les deux cas et est élu. Il est l'actuel élu le plus ancien du Sénat du Minnesota.
Langseth est le président du Comité d'investissement, un poste qu'il occupe depuis sa création en 2001. Il est également membre des commissions Taxes, Agriculture and Veterans, Agriculture and Veterans Budget and Policy Division, Transportation, Transportation Budget and Policy Division et Rules and Administration. Ses préoccupations annoncées portent sur la politique fiscale, les transports, l'éducation et l'agriculture.
Langseth annonce sa volonté de prendre sa retraite.

### Résultats électoraux
- Minnesota Senate District 9 Élection de 2010
  - Keith Langseth (D) 14595 votes, 52,52%
  - Jeff Backer (R), 13168 votes, 47,39%
  - Write In, 25 votes, 0,09%[5]

- Minnesota Senate District 9 Élection de 2006
  - Keith Langseth (D) 20353 votes, 69,8%
  - Paul Holle (R), 8771 votes, 30,1%
  - Write In, 33 votes, 0,1%[6]

- Minnesota Senate District 9 Élection de 2002
  - Keith Langseth (D) 18587 votes, 61,22%
  - Bradley Monson (R), 10144 votes, 33,41%
  - Dan Stewart (IP), 1278 votes, 4,21%[7]

- Minnesota Senate District 9 Élection de 2000
  - Keith Langseth (D) 19412 votes, 61,05%
  - Wallace "Wally" Nord (R), 10946 votes, 34,43%[8]

- Minnesota Senate District 9 Élection de 1996
  - Keith Langseth (D) 17189 votes, 58,67%
  - Cliff Dyrud (R), 11235 votes, 38,35%[9]

- Minnesota Senate District 9 Élection de 1992
  - Keith Langseth (D) 18954 votes, 59,68%
  - Bob Friederichs (IR), 11587 votes, 36,48%[10]

- Minnesota Senate District 9 Élection de 1990
  - Keith Langseth (D) 13705 votes, 61,80%
  - Robert Westfall (IR) 7716 votes, 34,79%[11]

- Minnesota Senate District 9 Élection de 1986
  - Keith Langseth (D) 11166 votes, 57,96%
  - David Green (IR) 8099 votes, 42,04%[12]

- Minnesota Senate District 9 Élection de 1982
  - Keith Langseth (D) 11733 votes, 50,62%
  - Phyllis Thysell (IR) 10803 votes, 46,61%[13]

- Minnesota Senate District 9 Élection de 1980
  - Keith Langseth (D) 13776 votes, 52,9%
  - D.H. (Doug) Sillers (Sortant) (IR) 12245 votes, 47,1%[14]

- Minnesota House District 9B Élection de 1978
  - Keith Langseth (D) 5743 votes, 49,9%
  - Merlyn Valan (IR) 5758 votes, 50,1%[15]

- Minnesota House District 9B Élection de 1976
  - Keith Langseth (D) 8498 votes, 62,8%
  - Lee Johnson (IR) 4664 votes, 37,2%[15]

- Minnesota House District 9B Élection de 1974
  - Keith Langseth (D) 5361 votes, 58,94%
  - Arian Strangeland (Sortant) (IR) 3735 votes, 41,06%[16]